# Tail (álbum sencillo)
Tail (en hangul, 꼬리; romanización revisada, Kkoli) es el primer álbum sencillo de la cantante surcoreana Sunmi. Fue lanzado el 23 de febrero de 2021 a través de Abyss Company. Contiene dos canciones: «Tail» y «What the Flower».

## Antecedentes y lanzamiento
El 2 de febrero de 2021, la agencia de Sunmi, Makeus Entertainment (ahora llamada Abyss Company), declaró que Sunmi se está preparando para regresar a fines de febrero con un nuevo lanzamiento. El 9 de febrero, la cantante anunció la fecha de lanzamiento. El 15 de febrero, se lanzó la lista de canciones del álbum. Las fotos conceptuales y los videos de ambas canciones fueron lanzados el 16 y 17 de febrero, así como un vídeo espóiler del sencillo al día siguiente. El teaser del videoclip de «Tail» fue lanzado el 22 de febrero. El álbum sencillo fue lanzado digitalmente el 23 de febrero junto con el vídeo musical del sencillo.

## Lista de canciones
| N.º  | Título            | Letras | Música             | Duración |  |
| 1.   | «Tail» (꼬리)     | Sunmi  | Sunmi Frants       | 3:10     |  |
| 2.   | «What the Flower» | Sunmi  | Sunmi, Hong So-jin | 3:25     |  |
| 6:35 |                   |        |                    |          |  |

## Historial de lanzamiento
| País   | Fecha                 | Formato                         | Distribuidora |
| ------ | --------------------- | ------------------------------- | ------------- |
| Varios | 23 de febrero de 2021 | CD, descarga digital, streaming | Abyss Company |